# Meriones vinogradovi
Meriones vinogradovi är en ökenråtta som beskrevs av Vladimir Georgievich Heptner 1931. Meriones vinogradovi ingår i släktet Meriones och familjen råttdjur. IUCN kategoriserar arten globalt som livskraftig. Inga underarter finns listade i Catalogue of Life.
Arten förekommer i Armenien, Azerbajdzjan, Irak, Iran, Syrien och Turkiet. Habitatet utgörs av halvöknar och andra torra landskap med glest fördelad växtlighet. En grupp av flera individer lever tillsammans i ett tunnelsystem. De är dagaktiva under kyliga årstider och nattaktiva under sommaren. Honor kan ha upp till fem kullar per år med vanligen 7 eller 8 ungar. Före födelsen är honan 21 till 13 dagar dräktig. Denna gnagare äter frön och gräs.